# الشيء (لعبة فيديو)
الشيء (بالإنجليزية:  The Thing)‏ هي لعبة فيديو نمط رُعب البقاء إنتاج عام 2002، من نوع تصويب منظور الشخص الثالث، تدور أحداث اللعبة في تكملة للفيلم الأمريكي الشيء (1982). تم تطوير اللعبة بواسطة Computer Artworks ، قامت شركة فيفندي غيمز بالنشر تحت علامة النشر ألعاب بلاك ليبل بالتعاون مع شركة كونامي. صدرت نُسختها لكلاً من نظام الويندوز والإكس بوكس والبلاي ستيشن 2. كما خُطط لإصدارات على الغيم بوي كولر والغيم بوي أدفانس، لكن تم إلغاءهما في مرحلة مُبكرة من التطوير.
عُيّنت القصة على أنها تكملة لفيلم المُخرج جون كاربنتر عام 1982 الذي يحمل نفس الأسم، وتٌركز القصة على الكابتن بليك، عضو فريق القوات الخاصة الأمريكية الذي تم إرساله إلى القٌطب الجنوبي المُتجمد أنتراكتيكا كما هو الحال في الفيلم لتحديد ما حدث لفريق البحث. تمت الموافقة على اللعبة من قِبل المُخرج كاربنتر، الذي يُعتبر شخصية الكاميو الغير رئيسية في اللعبة.
لاقت لعبة الشيء نجاحًا تجاريًا؛ وبيع أكثر من مليون نسخة في جميع أنحاء العالم عبر جميع المنصات، وتلقت مُلاحظات إيجابية بشكلاً عام. كانت التكملة في المراحل الأولى من التطوير، ولكن ألغيت عندما دخلت شركة Computer Artworks في الحراسة القضائية لعام 2003.

## أسلوب اللعب
أسلوب اللعب الأساسي في لعبة الشيء هو أسلوب مطلق النار التقليدي من منظور شخص ثالث؛ يمكن لشخصية اللاعب (بليك) الركض وإطلاق النار، والمطاردة، والانحناء، والتفاعل مع البيئة، والتفاعل مع الشخصيات الغير القابلة للعب، واستخدام العناصر، مثل المصابيح الكاشفة، وطفايات الحريق أو المشاعل. لدى اللاعب أيضًا خيار الدخول في وضع الشخص الأول لاستهداف أكثر دقة أثناء القتال. عندما تكون في وضع الشخص الأول، لا يمكن للشخصية التحرك، باستثناء الخطوة الجانبية قليلاً إلى اليسار واليمين. يتضمن السلاح المُسدسات، والقنابل اليدوية، وبنادق القنص، وقاذفات اللهب، والبنادق، والمدافع الرشاشة، والبنادق الهجومية، وقاذفات القنابل، والمدافع الرشاشة الثقيلة الثابتة. وتشمل العناصر الأخرى التي تظهر في اللعبة العبوات الصحية، والمتفجرات، والذخيرة، ومجموعات اختبار الدم المحمولة وحقن الأدرينالين.
يأتي الأعداء في ثلاثة أنواع رئيسية. «وحوش السكاتلرز» هي أشياء صغيرة تتكون من أطراف وملحقات الأفراد المُصابين. وهم سريعون، لكنهم ضُعفاء، ويمكن قتلهم بمجرد إطلاق النار عليهم. «وحوش المُشاة» أكبر من السكاتلرز وأقوى بكثير. لقتلهم، يجب على اللاعب إضعافهم باستخدام إطلاق النار قبل استخدام قاذف اللهب، لأن النار فقط هي التي يمكن أن تقتلهم تمامًا. «الوحوش الكبيرة» أكبر وأقوى بكثير من المُشاة، وعلى الرغم من أن كل واحد يتطلب إستراتيجية محددة للهزيمة، فإن المبدأ هو نفسه؛ اضعفها بالنار قبل حرقها.
تتمثل إحدى الميزات الرئيسية لطريقة اللعب في الشيء في تضمين العديد من الشخصيات غير القابلة للعب (NPC) الذين ينضمون إلى بليك في نقاط مُختلفة طوال اللعبة. في أي وقت، يمكن للاعب التحكم في ما يصل إلى أربعة شخصيات؛ بليك وثلاث شخصيات أخرى. هناك ثلاثة أنواع من الشخصيات في اللعبة؛ المُهندسين والجنود والمُسعفين. يمكن للمهندسين إصلاح صناديق الصمامات التي تتحكم في الأبواب المغلقة وأجهزة الكمبيوتر وحفظ النقاط. يتمتع الجنود بصحة أفضل، ولقطات أفضل من المهندسين أو الأطباء. وبالتالي هم أكثر ملاءمة للقتال. المُسعفون قادرون على اشفاء كل من بليك وأي شخصيات أخرى مُصابة، ويحملون حزم صحية غير محدودة. يمكن للاعب إصدار أوامر أساسية لكل شخصية، مثل أمرهم باتباع بليك، وأمرهم بالبقاء في مكانهم، وأمرهم بإعطاء بليك سلاحهم، وفي حالة المهندسين، يأمرهم بإصلاح صناديق الصمامات.
يتم تحديد ذكاء اصطناعي للشخصيات بشكل أساسي من خلال «نظام الخوف / الثقة». يُحدد نظام الثقة ما إذا كانت الشخصيات ستتبع أوامر بليك وتنضم إليه في القتال. للقيام بذلك، يجب على اللاعب التأكد من أنه يُثق في بليك، ولا يضع شكاً في أنه مصاب. لدى الشخصيات الأربعة مستويات من الثقة؛ أحمر، وكهرماني (عنبري)، وأخضر و 100٪. الأحمر يعني أنهم مقتنعون بأن بليك شيء وسيهاجمهم. العنبر يعني أنهم غير متأكدين مما إذا كان شيئًا، وعلى الرغم من أنهم لن يهاجموه، إلا أنهم لن يتبعوا أوامره. الأخضر يعني أنهم يثقون به وسيتبعون أوامره. 100٪ تعني أنهم يثقون به تمامًا، وسوف يتبعون أوامره، وحتى إذا هاجمه شخصًا آخر، فإنهم سيدعمونه. لكسب ثقة الشخصيات غير القابلة للعب، يمكن لبليك أن يمنحهم أسلحة وذخيرة، أو يشفيهم، أو يُعرض نفسه للخطر لحمايتهم، أو يستخدم مجموعة اختبار الدم على نفسه لإثبات أنه ليس شيئًا. تشمل الإجراءات التي تستنزف الثقة إطلاق النار بطريق الخطأ على زملائه في الفريق، أو أخذ أسلحة أو ذخيرة أعضاء الفريق، أو توجيه سلاح إليهم لفترة طويلة من الوقت لإجبارهم على فعل شيء ما.
يحدد نظام «نظام الخوف» مدى خوف شخصية مُعينة من الشخصيات الأخرى. هناك ثلاثة مستويات من الخوف: عادي، خائف و «مُتصدع». عندما تدخل الشخصيات في وضع «مُتصدع»، يكون لدى بليك فترة زمنية محدودة فقط لتقليل مستوى خوفهم، أو أن يتقتلوا أنفسهم، ويهاجموا بليك ومن معه، أو يموتوا بنوبة قلبية. تستجيب كل شخصية بشكل مختلف للمحيط؛ على سبيل المثال يميل الأطباء إلى الخوف بشكل أسهل من الجنود. بشكل عام، يزداد الخوف عند دخول الغرف المُغطاة بالدماء، والدخول إلى الأماكن المُظلمة، والعثور على الجُثث المشوهة بشكل خاص، والهجوم من قبل أعداء مُتعددين، وسماع الأعداء ولكن عدم القدرة على رؤيتهم. عندما يخاف أحد الشخصيات، فأنه يؤثر ذلك على أدائهم؛ ويصبح الجنود أقل دقة، ويستغرق المُهندسون وقتًا أطول لإصلاح صناديق الصمامات ولا يعالج المسعفون الشخصيات بسرعة. يستطيع بليك تقليل الخوف من خلال إعطاء الأدرينالين في الشخصيات غير القابلة للعب، أو زيادة ذخيرتهم، أو الابتعاد عن مواقع معينة، أو هزيمة الأعداء بنجاح.
تحتوي اللعبة أيضًا على نظام العدوى، والذي يحدد ما إذا كان الشخصيات غير القابلة للعب مصابًا بالشيء أم لا. على الرغم من أن مُعظم الشخصيات تتحويل إلى شيء في نقاط محددة من اللعبة، إلا أنها يمكن أن تُصاب أيضًا في أي وقت قبل ذلك. عندما يتعرض الفريق للهجوم من قبل الأعداء، فإن إمكانية الإصابة تعتمد على نظام احتمالية يمكن من خلاله إصابة أي زميل في الفريق على اتصال مباشر مع عدو. على الرغم من أن العدوى لا تغير من سلوكهم الفوري، إلا أنها ستؤدي إلى تحوليهم إلى شيء بعد فترة زمنية محددة، وعند هذه النقطة سيهاجمون الفريق. يتميز منفذ الكمبيوتر الشخصي الذي يعمل بنظام مايكروسوفت ويندوز بتصحيحات تعمل على إصلاح المشكلات الموجودة على وحدات التحكم. علاوة على ذلك، «يضيف التصحيح 1.2 وضعًا مفيدًا جدًا لمظهر الفأرة، مما يجعل اللعب أشبه بلعبة كمبيوتر حديثة.»

## الرواية

ملصق الفيلم لدرو ستروزان

بعد وقت قصير من أحداث الفيلم. وصل فريقان من القوات الخاصة الأمريكية للتحقيق في المعسكر الأمريكي والمعسكر النرويجي القريب. الكابتن جي إف بليك (الذي عبر عنه بير سولي) وهو قائد فريق برافو، الذي يحقق في المعسكر الأمريكي، بينما يقوم فريق ألفا، تحت قيادة الكابتن بيرس، بالتحقيق في المعسكر النرويجي. كلا الفريقين تحت القيادة العامة للكولونيل وايتلي (وليام بي ديفيز)، الذي هو على اتصال دائم عبر الراديو. اكتشف فريق برافو أثناء التحقيق مركبة فضائية صغيرة، التي صنعها بلير- ثينغ ومسجل شرائط برسالة من ماكريدي، يصف كيف أن لا أحد يثق بأي شخص بعد الآن. ثم يجدون معلومات تفصيلية عن كيفية اختراق القاعدة بواسطة شكلاً خارج حياة الأرض قادر على تقليد المظهر الجسدي وخصائص أي كائن حي يستوعبه. كما عثروا على جثة تشايلدز، أحد الناجين في نهاية الفيلم، والذي مات من انخفاض حرارة الجسم. الناجي الآخر من الفيلم، ماكريدي، لم يتم العثور عليه في أي مكان. بناء على أوامر من وايتلي، قام فريق برافو بإعداد متفجرات من طراز C-4 في جميع أنحاء المُنشأة، والتي تم تفجيرها عن بُعد، مما أدى إلى تدمير الموقع الأمامي.
بينما يتم نقل بقية فريق برافو جواً إلى بر الأمان، ويتوجه بليك إلى المعسكر النرويجي لتحديد موقع فريق ألفا وتعزيزه، والذي فقد الاتصال به. سرعان ما علم أنهم تعرضوا للهجوم والتشتت من قبل حشد من «وحوش السكاتلرز»؛ أطراف صغيرة وملاحق لأشياء أكبر بكثير. في النهاية يجد بليك بيرس. ومع ذلك، فقد أصيب بجنون العظمة، واعتقد أن الجميع مصابون ويطلب من بليك الموافقة على فحص الدم لإثبات أنه لا يزال بشريًا. قام بليك بذلك، وشرع هو وبيرس في إيجاد طريقة لإعادة التواصل مع وايتلي. ومع ذلك، سرعان ما تم فصلهما، وبدون أي خيار آخر، يواصل بليك البحث عن غرفة الراديو، لكنه اكتشف أن شخصًا ما سرق الراديو وهرب إلى مستودع قريب.
في طريقه إلى المستودع ، واجه «بليك» بيرس في المرصد. وبدلاً من السماح لنفسه بالتحول إلى شيء، يُطلق بيرس النار على رأسه! يواصل بليك مطاردة الرجل السارق، ويكتشف في النهاية أنه شيء. يقتله بليك ويأخذ الراديو منه. بالمضي قدمًا، دخل إلى منشأة «بايرون» الفرعية أسفل القاعدة النرويجية، يكتشف أن شركة Gen-Inc التي قامت بتكوين فريق بحث تحت قيادة الدكتور شون فاراداي (جون كاربنتر). أجروا تجارب بيولوجية على الأشياء عندما أصيب فريقهم، والآن بقي عدد قليل من الناجين داخل المنشأة. ينقذ بليك فاراداي ويحاول المغادرة. ومع ذلك، منعه وايتلي من القيام بذلك، حيث أطلق عليه النار بمسدس مهدئ، وكشف لفاراداي أنه قد أصاب نفسه بجين الشيء ، مدعيا أنه يمكن السيطرة عليه، وهو دليل حي عليه. عندما يحاول فاراداي القضاء على فيروس الشيء، يقتله ويتلي، ويستيقظ بليك في منشأة أبحاث «ستراتا» المهجورة، ويكتشف أن خلاياه لديها مقاومة فريدة للعدوى بفيروس الشيء. بعد الهروب من سجنه ، اكتشف مؤامرة حكومية قامت بموجبها شركة Gen-Inc بعزل شكل ميكروبيولوجي من الشيء يسمى «فيروس السحابة»، والذي كان مخصصًا للاستخدام في الحرب البيولوجية. ومع ذلك ، فإن الشيء أصاب الجميع في المنشأة. علم بليك أن وايتلي كان مسؤولاً عن العملية برمتها، وحقن نفسه بسلالة من الفيروس المعروف باسم "Cloud Virus B4" في محاولة للشفاء من السرطان نهائياً.
في النهاية ، يواجه بليك وايتلي، ويشعل النار فيه، لكن ويتلي لم يصب بأذى. ويوضح بأن فريق الجسر الجوي في الطريق وعندما يصلوا، سيبدأ الفيروس في الظهور على مستوى العالم. يهرب وايتلي إلى القاعدة، ويطارده بليك. في موقع التنقيب الجزئي لسفينة الفضاء الأصلية، يتحول وايتلي إلى مخلوق ضخم. ويقابل «بليك» طيارًا لطائرة هليكوبتر يساعده في هزيمة وايتلي الشيء. بينما تُحلّق المروحية بعيدًا عن القاعدة، يكشف الطيار عن نفسه بأنه ماكريدي.

## التطوير
في عام 2000، عندما بدأت يونيفرسال انتراكتيف البحث في الكتالوج الخلفي للأفلام الروائية لشركة يونيفرسال بيكشرز مع إمكانية التكيف مع امتيازات ألعاب الفيديو، قرروا سريعًا أن أحد أكثر الملكيات الفكرية ربحًا كان فيلم 1982 الذي أخرجه جون كاربنتر ، الشيء. استند الفيلم إلى قصة جون كامبل القصيرة «من يذهب هناك؟» عام 1938، والتي صورها هوارد هوكس في عام 1951 باسم «الشيء من عالم آخر». كانت نسخة كاربنتر هي التكرار الأكثر شهرة للقصة، وكان يُنظر إلى النهاية الغامضة للفيلم على أنها جذابة بشكل خاص من حيث لعبة الفيديو التي يمكن أن تستكشف ما يحدث بعد أحداث الفيلم. أعلنت يونيفرسال وكونامي عن اللعبة في 20 سبتمبر 2000، قبل بدء التطوير، مؤكدين أنها لن تكون تكيفًا للفيلم، بل تكملة. وكشفوا أيضًا أن اللعبة ستصدر لـ «أجهزة تحكم الجيل التالي»، والتي تم تأكيد أصدار الإكس بوكس فقط منها في البداية، بالإضافة إلى غيم بوي كولرو غيم بوي أدفانس، كانت النسخة المحمولة شائعة لدعم جهاز Mobile Game Boy Adapter (على الرغم من إلغاء كلا الإصدارين بهدوء في وقتا مبكر من الإنتاج).
استنادًا إلى لعبة فيديو إيفولفا لعام 2000 من Computer Artworks، دعتهم يونيفرسال لتقديم عرض للعبة. بالنسبة إلى العرض، أعادت شركة Computer Artworks صقل المستوى من إيفولفا مع اجواء الأنتاركتيكا ومخلوق الشيء الرئيسي في اللعبة. أثار العرض إعجاب يونيفرسال بدرجة كافية، وتم توقيع الصفقة. وفقًا لمدير اللعبة، ويليام لاثام ، «كانت شركة يونيفرسال جيدة جدًا للعمل معها. أخبرونا بأن نبتكر أفكارًا أصلية. لم تكن مثل رخصة هاري بوتر. لم تكن هناك إرشادات صارمة، طالما احتفظنا جودة العمل الأصلي». مستوحاة من الكائنات الفضائية، إصدار 1956 من غزو سارقي الأجساد، وهاف-لايف والمنطقة 51 ، بدأت Computer Artworks العمل على اللعبة في نوفمبر 2000. في 16 يناير، أعلنوا أن اللعبة ستصدر أيضًا لنظام الويندوز، مع تاريخ الإصدار المقرر في منتصف عام 2002. تم عرض اللعبة لأول مرة في "Gamer's Day" التابع لشركة يونيفرسال انتراكتيف في 13 أغسطس، حيث تم التأكيد على أنها ستأتي أيضًا إلى بلاي ستيشن 2. تم تقديم العرض التوضيحي الغير قابل للعب، وعقدت جلسة أسئلة وأجوبة مع المطورين. كشفت شركة يونيفرسال عن تفاصيل أنظمة الخوف / الثقة والعدوى، والتي قالوا إنها ستشكل جزءًا لا يتجزأ من طريقة اللعب الأساسية.
تم إصدار عرض توضيحي قابل للعب لجهاز بلاي ستيشن 2 في 25 مارس 2002. في مُقابلة مع غيم سبوت في 1 أبريل، أوضح منتج يونيفرسال انتراكتيف بيتر وانات «نشأت ديناميكية الثقة والخوف من الفيلم والحقيقة البسيطة التي كنا بحاجة إليها لمنح الشخصية الرئيسية NPCs للتفاعل معها. هذا كله كان عدم معرفة من هو الإنسان ومن» الشيء«جزءًا كبيرًا من الفيلم وعمل في اللعبة بشكل جيد حقًا.» استشهد وانات بألعاب مثل ريزدنت إيفل وسايلنت هيل وجراند ثفت أوتو 3 وماكس باين كمؤثرات.

## الإستقبال
| نتائج المراجعة                             | نتائج المراجعة | نتائج المراجعة | نتائج المراجعة |
| نشرة                                       | نقاط           | نقاط           | نقاط           |
| نشرة                                       | حاسوب          | بلاي ستيشن 2   | إكس بوكس       |
| ------------------------------------------ | -------------- | -------------- | -------------- |
| يورو غيمر                                  |                | 5/10           |                |
| غيم سبوت                                   | 7.7/10         | 8.4/10         | 8.4/10         |
| غيم سباي                                   | [ 20 ]         | [ 21 ]         | [ 22 ]         |
| آي جي إن                                   | 8.5/10         | 8.3/10         | 8.3/10         |
| مجلة بلاي ستيشن الرسمية (الولايات المتحدة) |                | [ 26 ]         |                |
| مجلة إكس بوكس الرسمية (الولايات المتحدة)   |                |                | 8/10           |
| بي سي غيمر (الولايات المتحدة)              | 70%            |                |                |
| مجموع النقاط                               |                |                |                |
| ميتاكريتيك                                 | 77/100         | 78/100         | 78/100         |

| جوائز               | جوائز                                 |
| نشرة                | جائزة                                 |
| ------------------- | ------------------------------------- |
| مؤتمر مطوري الألعاب | تسليط الضوء على ابتكار الألعاب (2003) |
| جائزة جولدن جويستيك | إصدار 2002 : أفضل استخدام لترخيص فيلم |

تلقت لعبة الشيء«مُراجعات إيجابية بشكل عام» على جميع المنصات الثلاثة ؛ يحمل إصدار بلاي ستيشن 2 مجموع نقاط 78 من أصل 100، وعلى ميتاكريتيك بناءً على سبعة وعشرين مراجعة ؛ إصدار إكس بوكس هو 78 من أصل 100، بناءً على واحد وعشرين مراجعة ؛ والكمبيوتر الشخصي إصدار 77 من 100، بناءً على تسعة عشر مراجعة.

### المبيعات والجوائز
حققت اللعبة نجاحًا تجاريًا، حيث بيعت أكثر من مليون وحدة في جميع أنحاء العالم. في مؤتمر مطوري الألعاب لعام 2003، فاز لعبة الشيء بجائزة «لعبة تسليط الضوء على الابتكار». وتم ترشيحه لجائزة غيم سبوت السنوية «أفضل لعبة أكشن ومغامرات على Xbox»، والتي ذهبت إلى توم كلانسي سبلينتر سيل.

## التكملة المُلغاة
تم تطوير جزء ثانٍ بعد أن أثبتت اللعبة الأولى نجاحًا نقديًا وتجاريًا، ولكن تم إلغاؤها عندما دخلت Computer Artworks في الحراسة القضائية في أكتوبر 2003. وفقًا لديارميد كامبل: «كان لدينا العقد لعمل التكملة وكنا متحمسين جدًا حول هذا الموضوع. كان لدينا نموذجًا أوليًا رائعًا جدًا لـ» العدوى الديناميكية«وبعض الأشياء الخيالية حقًا كـ» الرشقات النارية«. لقد أحببت بشكل خاص ذلك الذي ينقسم فيه الشخص إلى نصفين ويقفز النصف العلوي إلى السقف ويبدأ في التأرجح مثل إنسان الغاب وتحولت أمعائه إلى مخالب». ومع ذلك، لم يتطور المشروع أبدًا إلى ما هو أبعد من مرحلة إثبات المفهوم ، حيث أنتجت Computer Artworks بعض المفاهيم الفنية، وعرض المواقع والأعداء، ومقطعي فيديو تجريبيين قصيرين، ولكن لا شيء تحقق.

## روابط خارجية
- الشيء على موقع IMDb (الإنجليزية)

- الشيء  في قاعدة بيانات الأفلام على الإنترنت (بالإنجليزية)